# Burgajet
Burgajet falu Albánia északi részén, Burreltól légvonalban 5, közúton 13 kilométerre északkeleti irányban, a Mat folyó jobb partját szegélyező dombságban. A 15. századtól a 20. század elejéig a Mat-vidék és a Mati törzs központja, I. Zogu albán király szülőhelye.

## Fekvése
Burgajet a Mat völgyét keletről szegélyező Dejai-hegység nyugati hegylábát alkotó dombsági területen, 414 méteres tengerszint feletti magasságban fekszik. A közeli Burrel felől a SH36-os jelű, aszfaltozott főúton érhető el.

## Történelme
Burgajet a 15. században vált jelentős regionális központtá, amikor a Zogolli család őse, Nagy Zogolli letelepedett itt, majd miután feleségül vette Szkander bég leánytestvérét, Monicát, megtette magát a Mat-vidék urának, a Mati törzs vezetőjének. A 15. század végén a Zogollik felépítettek egy kisebb udvart közrezáró, négyszögletes alaprajzú, kétemeletes várkastélyt a négy másik magaslat és kiterjedt fenyveserdők által közrezárt meredek dombon, és innen irányították a Mat-vidék életét egészen a 20. századig.
1895-ben itt, a burgajeti várban született Amet Muhtar Zogolli, aki később az ország meghatározó politikusa, majd I. Zogu néven 1928 és 1939 között Albánia királya volt. Burgajet a 19. század végén mintegy százötven házból állt. Az első Balkán-háború kitörése után, 1912 őszén Albánia területére benyomuló szerb hadsereg felégette a várat, de helyreállították, és az első világháború éveiben továbbra is Burgajet maradt a fiatal Zogolli sasfészke, a Mati törzs központja. 1920-ban azonban a szerbek ismét lerombolták, és amikor I. Zogu és jegyese, Apponyi Géraldine 1938 tavaszán ellátogattak ide, a várnak már csak a romjait lehetett látni. A második világháborút követően a Zogu-várkastély romjait az utolsó kőig elhordták, napjainkra már az alapjai sem látszanak.